# República Popular China en los Juegos Paralímpicos de Sochi 2014
La República Popular China estuvo representada en los Juegos Paralímpicos de Sochi 2014 por diez deportistas, nueve hombres y una mujer. El equipo paralímpico chino no obtuvo ninguna medalla en estos Juegos.